# KSF Prespa Birlik
Der Kultur- och Sportföreningen Prespa Birlik, in der Regel abgekürzt als KSF Prespa Birlik ist ein schwedischer Kultur- und Sportverein aus Malmö. Die Fußballmannschaft spielte 2016 erstmals in der drittklassigen Division 1.

## Geschichte
Der KSF Prespa Birlik gründete sich 1984. Die Fußballmannschaft spielte zunächst im unterklassigen Ligabereich, 2006 trat sie noch in der achtklassigen Division 6 Skåne Sydvästra an. Nach drei direkt aufeinander folgenden Aufstiegen spielte sie ab 2013 in der viertklassigen Division 2, von wo sie 2015 als Meister der Staffel Södra Götaland in die Division 1 aufstieg. Die Drittliga-Spielzeit 2016 beendete der Liga-Neuling mit sieben Siegen aus 30 Spielen auf einem Abstiegsplatz und stieg gemeinsam mit dem FC Höllviken und Mitaufsteiger Tvååkers IF wieder ab.
Die Fußballer des KSF Prespa Birlik tragen ihre Heimspiele in dem für die Weltmeisterschaft 1958 erbauten Malmö Stadion aus, das sie sich unter anderem mit dem Lokalkonkurrenten IFK Malmö teilen.